# Porto da Fajã da Baixa

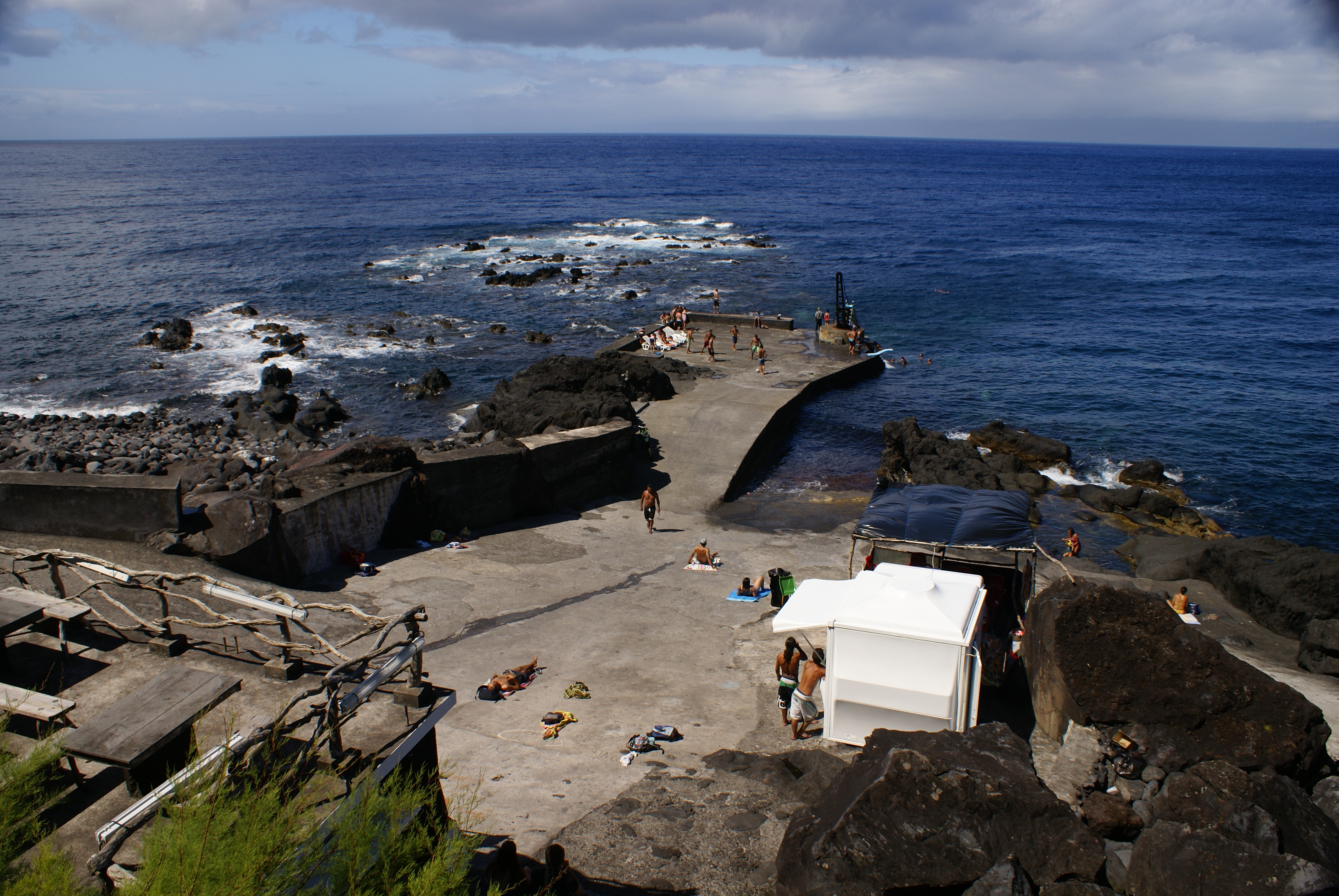
Porto Piscatório da Fajã da Baíxa.

O Porto da Fajã da Baixa ou também Porto Piscatório da Fajã da Baixa é uma instalação portuária portuguesa localizada na Fajã da Baixa, local próximo à freguesia da Piedade, concelho das Lajes do Pico, ilha do Pico, Açores.
Esta instalação portuária que é principalmente utilizada para fins piscatórios e de recreio tem na sua proximidade o promontório da Ponta Gorda e a formação costeira da Ponta das Trombeta.
O povoado mais próximo é a Fajã da Baixa, a localidade da Baixa o povoado das Adegas, já próximo à Ribeirinha.